# Жеповці
Жеповці (словен. Žepovci) — поселення в общині Апаче, Помурський регіон, Словенія. Висота над рівнем моря: 223,6 м.